# Francesco Baldovini
Francesco Baldovini (né le 27 février 1634 à Florence et mort le 18 novembre 1716 dans la même ville) est un poète italien du 17e siècle.

## Biographie
Francesco Baldovini naquit, le 27 février 1635, de parents honnêtes, mais peu riches. Il fit ses études sous les jésuites, et fut ensuite reçu docteur en droit dans l’Université de Pise. Son talent poétique lui valut la protection du cardinal Chigi, qui lui procura, à Home, la place de secrétaire du cardinal Nini, de Sienne, qu’il exerça pendant à peu près dix ans. À quarante ans il se fit prêtre, retourna dans sa patrie, où il obtint successivement des prieurés, chapellenies, et autres dignités ecclésiastiques. Il fut aussi protonotaire apostolique, et membre de plusieurs académies. Il mourut le 18 novembre 1716.

## Œuvres
On a de lui une espèce d’églogue, ou de morceau de poésie villageoise, qui est regardée comme l’une des meilleures de ce genre ; elle est intitulée : Lamento di Cecco da Varlungo. Ce n’est point en langue purement italienne qu’elle est écrite, mais dans le langage des paysans et des ouvriers de Toscane, et remplie des idiotismes, des tours et des manières de parler proverbiales qui sont propres à ce langage. Le naturel des sentiments et la naïveté des expressions en font le mérite. Laurent de Médicis composa le premier dans ce genre, à la fin du 15e siècle, une pièce intitulée : la Nencia da Barberino, qui en est le meilleur modèle, et, depuis ce temps, on n’avait rien fait qui valût le Lamento di Cecco. L’auteur s’y proposa de traiter, dans un style honnête, le sujet indécent du prêtre de Varlongo, amoureux de la Belcolore. Ce petit poème fut publié, pour la première fois, par le marquis Bartolommei, Florence, 1694, in-4°, avec une très-courte préface de l’éditeur et quelques gravures. Francesco Baldovini y était déguisé sous le nom anagrammatique de Fiesolano Branducci. L’abbé Orazio Marrini en a donné une nouvelle édition, avec de savantes notes, pour expliquer les mots, les tours et les proverbes florentins, et précédée de la vie de l’auteur, Florence, 1755, in-4°. Il a été réimprimé plusieurs fois depuis, avec ou sans les notes. On trouve un morceau du même auteur dans le recueil des Poesie burlesche del Berni e d’altri, t. 5, Florence (Naples), 1723, in-8°. Ce sont des stances en vers appelés sdruccioli, adressées à Francesco Redi. Baldovini avait laissé d’autres poésies qui n’ont point été imprimées, mais dont on trouve beaucoup de citations dans sa vie, écrite par l’abbé Marrini, comme nous l’avons dit ci-dessus.